# Gérard Debreu
Gérard Debreu (tiếng Pháp: [dəbʁø]; 4 tháng 7 năm 1921 – 31 tháng 12 năm 2004) là một nhà kinh tế và toán học người Pháp, ông cũng là công dân Mỹ. Được biết đến là giáo sư kinh tế tại Đại học California, Berkeley, ông bắt đầu làm việc tại đây vào năm 1962, ông giành được giải Nobel Kinh tế năm 1983.

## Tiểu sử
Cha ông là một đối tác thương mại với ông ngoại trong lĩnh vực sản xuất len, một ngành công nghiệp truyền thống tại Calais. Debreu mồ côi khi còn nhỏ tuổi (cha ông tự tử, mẹ ông mất do nguyên nhân tự nhiên). Trước khi Thế chiến II bắt đầu, ông nhận được bằng tú tài và tới Ambert chuẩn bị cho kỳ thi grande école. Sau đó, ông chuyển từ Ambert tới Grenoble để hoàn thành quá trình chuẩn bị của mình, cả hai nơi này đều được gọi là "Vùng tự do" trong Thế chiến II. Năm 1941, ông được nhận vào École Normale Supérieure tại Paris, cùng với Marcel Boiteux. Ông chịu ảnh hưởng bởi Henri Cartan và nhà văn Bourbaki. Khi đang chuẩn bị cho các kỳ thi cuối cùng vào năm 1944, D-Day đến và ông đã gia nhập quân đội Pháp. Ông chuyển đến đào tạo ở Algérie và sau đó phục vụ trong lực lượng lao động Pháp ở Đức cho đến tháng 7 năm 1945. Debreu đã qua được kỳ thi Agrégation de Mathématiques vào cuối năm 1945 và đầu năm 1946. Vào thời gian này, ông quan tâm tới kinh tế, đặc biejet là lý thuyết cân bằng tổng thể của Léon Walras. Từ năm 1946 đến 1948, ông là tại Centre National de la Recherche Scientifique. Trong 2 năm rưỡi, ông thực hiện quá trình chuyển đổi từ toán học qua kinh tế học. Năm 1948, Debreu đã đến Hoa Kỳ bằng học bổng Rockefeller, điều đó cho phép ông đến thăm một số trường đại học Mỹ, cũng như Uppsala và Oslo giai đoạn 1949–50.
Debreu kết hôn với Françoise Bled năm 1946 và có hai con gái là Chantal và Florence, lần lượt ra đời năm 1946 và 1950.
Debreu mất tại Paris ở tuổi 83 vào đêm giao thừa của năm mới 2004, và được mai táng ở nghĩa trang Père Lachaise.

## Các tác phẩm chính
- "The Coefficient of Resource Utilization", 1951, Econometrica.
- "A Social Equilibrium Existence Theorem", 1952, Proceedings of the National Academy of Sciences.
- "Definite and Semi-Definite Quadratic Forms", 1952, Econometrica
- "Nonnegative Square Matrices", with I.N. Herstein, 1953, Econometrica.
- "Valuation Equilibrium and Pareto Optimum", 1954, Proceedings of the National Academy of Sciences.
- "Existence of an Equilibrium for a Competitive Economy", with K.J.Arrow, 1954, Econometrica.
- "Representation of a Preference Ordering by a Numerical Function", 1954, in Thrall et al., editors, Decision Processes.
- "A Classical Tax-Subsidy Problem", 1954, Econometrica.
- "Numerical Representations of Technological Change", 1954, Metroeconomica
- "Market Equilibrium", 1956, Proceedings of the NAS.
- "Stochastic Choice and Cardinal Utility", 1958, Econometrica
- "Cardinal Utility for Even-Chance Mixtures of Pairs of Sure Prospects", 1959, RES
- The Theory of Value: An axiomatic analysis of economic equilibrium, 1959
- "Topological Methods in Cardinal Utility Theory", 1960, in Arrow, Karlin and Suppes, editors, Mathematical Methods in the Social Sciences.
- "On 'An Identity in Arithmetic'", 1960, Proceedings of AMS
- "Economics Under Uncertainty", 1960, Économie Appliquée.
- "New Concepts and Techniques for Equilibrium Analysis", 1962, IER
- "On a Theorem by Scarf", 1963, RES.
- "A Limit Theorem on the Core of an Economy", with H.Scarf, 1964, IER.
- "Contuinity Properties of Paretian Utility", 1964, IER
- "Integration of Correspondences", 1967, Proceedings of Fifth Berkeley Symposium.
- "Preference Functions of Measure Spaces of Economic Agents", 1967, Econometrica.
- "Neighboring Economic Agents", 1969, La Décision.
- "Economies with a Finite Set of Equilibria", 1970, Econometrica.
- "Smooth Preferences", 1972, Econometrica.
- "The Limit of the Core of an Economy", with H. Scarf, 1972, in McGuire and Radner, editors, Decision and Organization
- "Excess Demand Functions", 1974, JMathE
- "Four Aspects of the Mathematical Theory of Economic Equilibrium", 1974, Proceedings of Int'l Congress of Mathematicians.
- "The Rate of Convergence of the Core of an Economy", 1975, JMathE.
- "The Application to Economics of Differential Topology and Global Analysis: Regular differentiable economies", 1976, AER.
- "Least Concave Utility Functions", 1976, JMathE.
- "Additively Decomposed Quasiconvex Functions", with T.C.Koopmans, 1982, Mathematical Programming.
- "Existence of Competitive Equilibrium", 1982, in Arrow and Intriligator, Handbook of Mathematical Economics
- Mathematical Economics: Twenty papers of Gérard Debreu, 1983.
- "Economic Theory in a Mathematical Mode: the Nobel lecture", 1984, AER.
- "Theoretic Models: Mathematical form and economic content", 1986, Econometrica.
- Debreu, Gérard (1991). “The Mathematization of economic theory”. The American Economic Review. 81 (1): 1–7. JSTOR 2006785. (Presidential address delivered at the 103rd meeting of the American Economic Association, 29 December 1990, Washington, DC)
- "Innovation and Research: An Economist's Viewpoint on Uncertainty", 1994, Nobelists for the Future